# Großschleberg
Großschleberg (mundartl.: Groiß-Schlebeag(à)) ist ein Ortsteil der Gemeinde Halsbach im oberbayerischen Landkreis Altötting. 

## Lage
Die Einöde Großschleberg liegt etwa 3,5 Kilometer südwestlich von Halsbach.

## Geschichte
Der Name des Ortes bezeichnet eine Anhöhe mit Schlehdornsträuchern. Der Ort gehörte von der Gemeindegründung im Jahre 1818 an zur Gemeinde Oberzeitlarn und kam mit deren Auflösung am 1. Januar 1964 zur Gemeinde Halsbach. 
Im Ort befindet sich ein denkmalgeschütztes Wohnstallhaus, erbaut in den Jahren 1878/79, sowie ein Bundwerkstadel aus der Mitte des 19. Jahrhunderts.